# Kheralu
Kheralu è una suddivisione dell'India, classificata come municipality, di 20.143 abitanti, situata nel distretto di Mehsana, nello stato federato del Gujarat. In base al numero di abitanti la città rientra nella classe III (da 20.000 a 49.999 persone).

## Geografia fisica
La città è situata a 23° 52' 60 N e 72° 37' 0 E e ha un'altitudine di 148 m s.l.m..

## Società

### Evoluzione demografica
Al censimento del 2001 la popolazione di Kheralu assommava a 20.143 persone, delle quali 10.455 maschi e 9.688 femmine. I bambini di età inferiore o uguale ai sei anni assommavano a 2.561, dei quali 1.410 maschi e 1.151 femmine. Infine, coloro che erano in grado di saper almeno leggere e scrivere erano 13.603, dei quali 7.927 maschi e 5.676 femmine.